# 2008年夏季奧林匹克運動會安哥拉代表團
2008年夏季奥林匹克运动会安哥拉代表团将参加2008年8月8日至8月24日在中国北京举行的第29届奥运会。

## 各個小項狀況

### 籃球
安哥拉男子籃球隊奪得2007年非洲籃球錦標賽冠軍而獲得出線參加本屆奧運會。

### 手球
安哥拉女子手球隊奪得2008年非洲手球國家盃冠軍而獲得出線參加本屆奧運會。